# 机

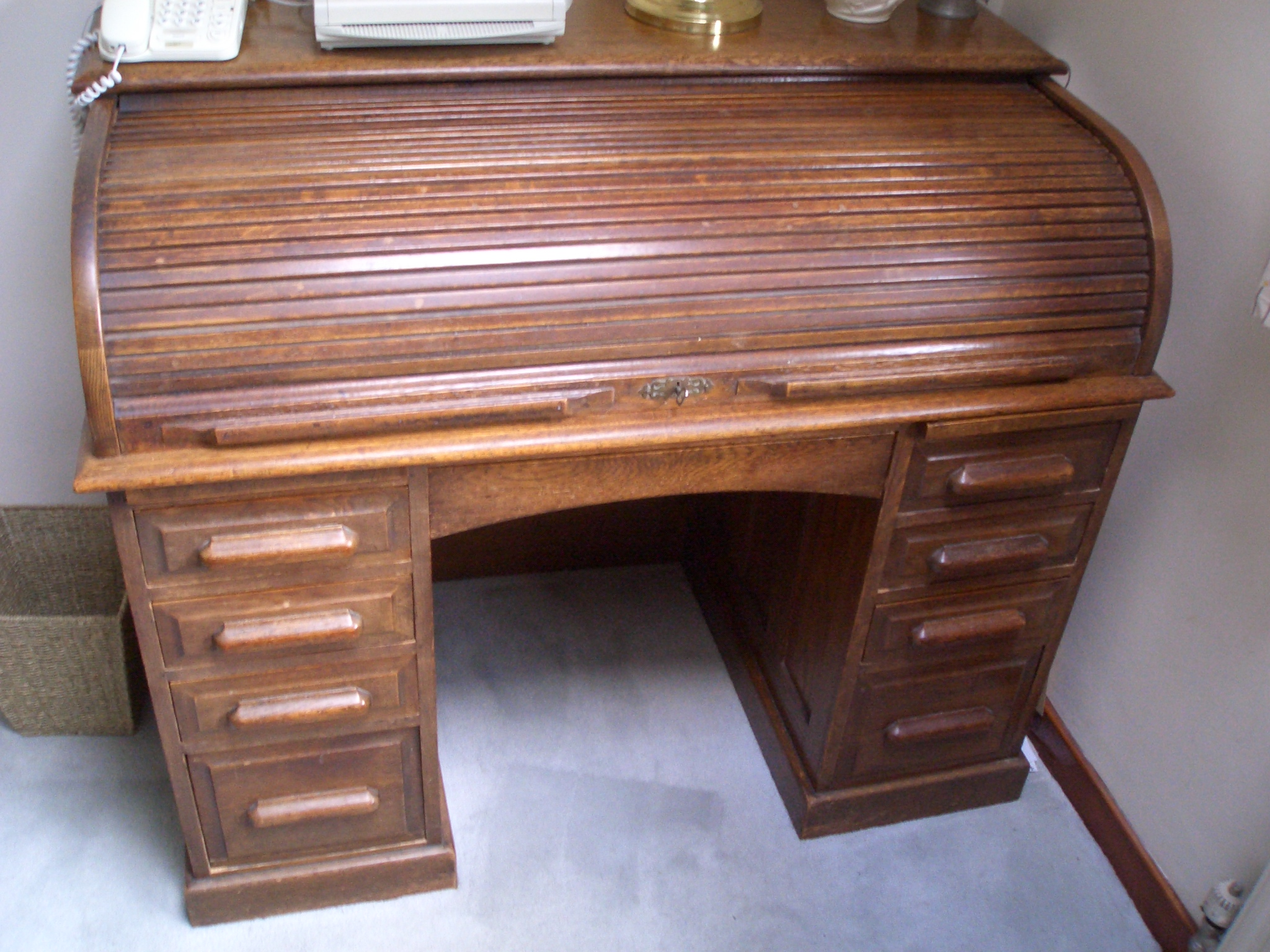
ロールトップデスク

机（つくえ）は、読書や文書の作成、各種の事務などに用いられる家具の一種。
テーブルに似ている。
物を置いたりするのにも使われる。

## 概要
机は書斎や仕事場にあって、その上で本などの文章を読んだり、ペンなどの筆記具を用いた原稿の執筆、コンピュータのような複雑な機器を用いての作業に使用するために設置される。古くは文机という言葉があるように、読み書きをする脚の付いた台の意味に使われることが多いが、卓（食卓・座卓（座敷に座って使うもの）など）、日本語化したテーブルなども含めた総称として用いられることもある（なお英語でのdeskはtableの一種との位置づけである。）。
日本では「机及びテーブル」として家庭用品品質表示法の適用対象となっており雑貨工業品品質表示規程に定めがある。
机は案（あん）とも称され、机案（きあん）とは机を意味し、玉案（ぎょくあん）とは机の美称である。また、神社や神式の儀式などで用いられる机として二段案や三段案、玉串案がある。
甲板の材質については、天然木、プリント紙化粧合板、合成樹脂化粧合板、天然石、ガラス、合成皮革等がある。
収納部・載置部として本体の机下に収納棚や引出しが付いている種類や机上棚が付いている種類もある。また、机下の左右の端に寄った位置に袖引出しを取り付けている種類もある。袖引出しには、片側のみに袖引出しがある片袖机（片袖デスク）と両側に袖引出しのある両袖机（両袖デスク）がある。収納部分について可動式の脇机（脇デスク、袖デスク、サイドワゴン）となっている種類もある。
また、脚部を覆う板として幕板が付いているもの、机上に仕切り状の板（パーティション）が付いている種類もある。このほか机の付加機能として照明付やコンセント付などがある。また、デスクマットを敷いて用いられることもある。

## 種類
用途と目的によって、さまざまな種類の机がある。事務机でも、片袖、両袖のものから、右上の写真のようなロールトップデスク、人の背丈ほどの収納棚と一体化し、棚からテーブルを引き出せば書き物机（ライティングデスク）になるものなどがある。また学生用の学習机は、アニメキャラクターの絵などが奥板にデザインされ、読書用の蛍光灯スタンドが一体化されていたり、椅子は成長に合わせて高さの調節ができたりする工夫がなされている。しかし、このような子供文化的な装飾を取り去った子供用学習机もある。子供の学習にもコンピュータが学習教材として入り込んでくるようになってきたためである。
あるいは、2人が並んで、もしくは向かい合って同時に仕事のできるパートナー・デスクや、コンピュータ、プリンタなどを使用することを前提としたPCデスク、和室での読書用の座机、あるいは書道机ともいうものなど、さまざまなタイプのものがある。
前近代の日本の戦場では、床几の上に置き盾を置いた床几机が用いられた。

## 教育施設用

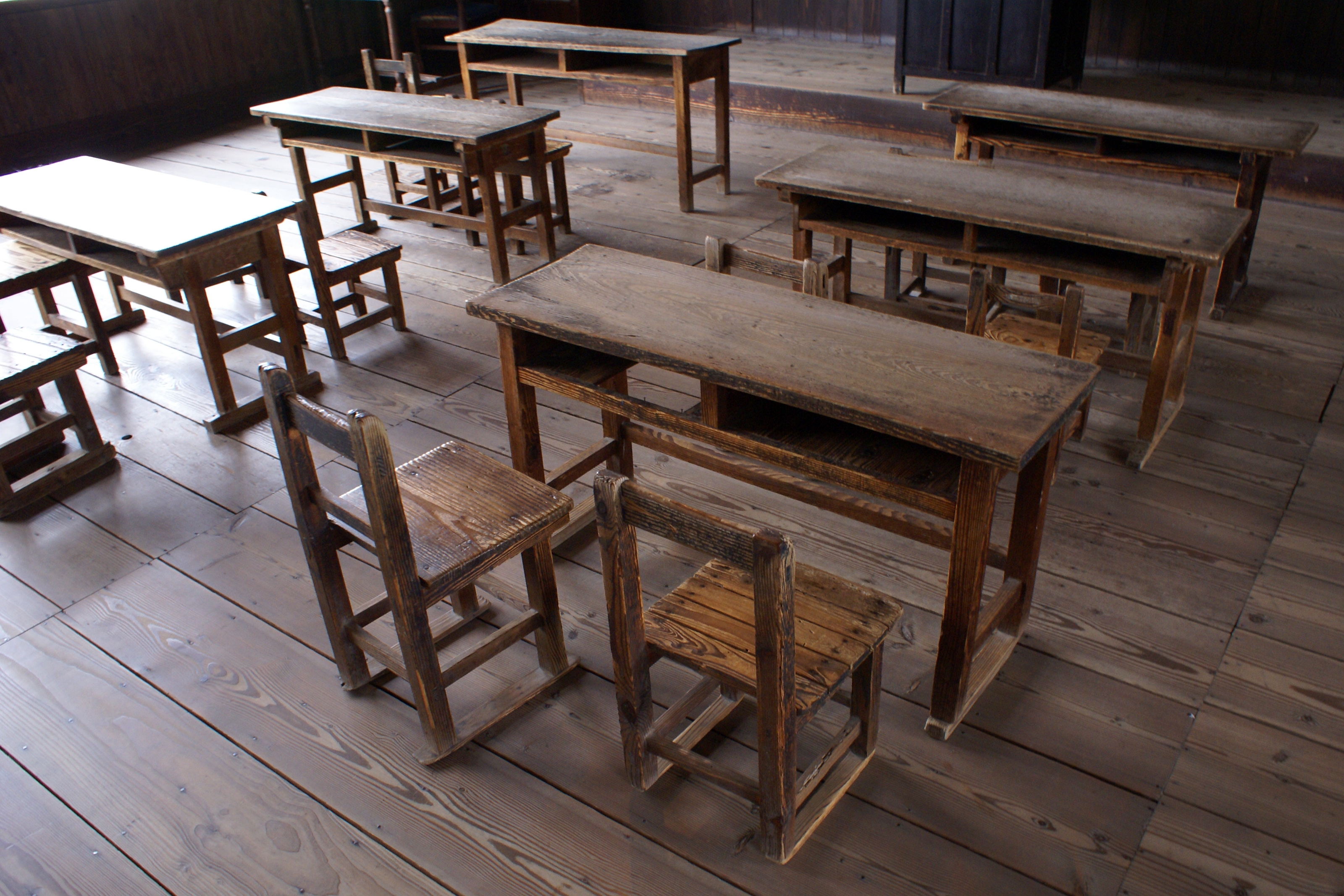
昭和時代の学校用机（二十四の瞳映画村）

小学校、中学校、高等学校、塾などの教室で一般的に用いられる机は、合板（化粧板）の天板にスチールパイプ製の脚とそれを補強する足掛けを兼ねた横パイプを設け、天板の下部に物入れとなる鉄製の箱がある形のものが多く使われており、脚は固定式のほか可動式（身長に合わせて脚の高さを調節できるタイプ）の製品もある。

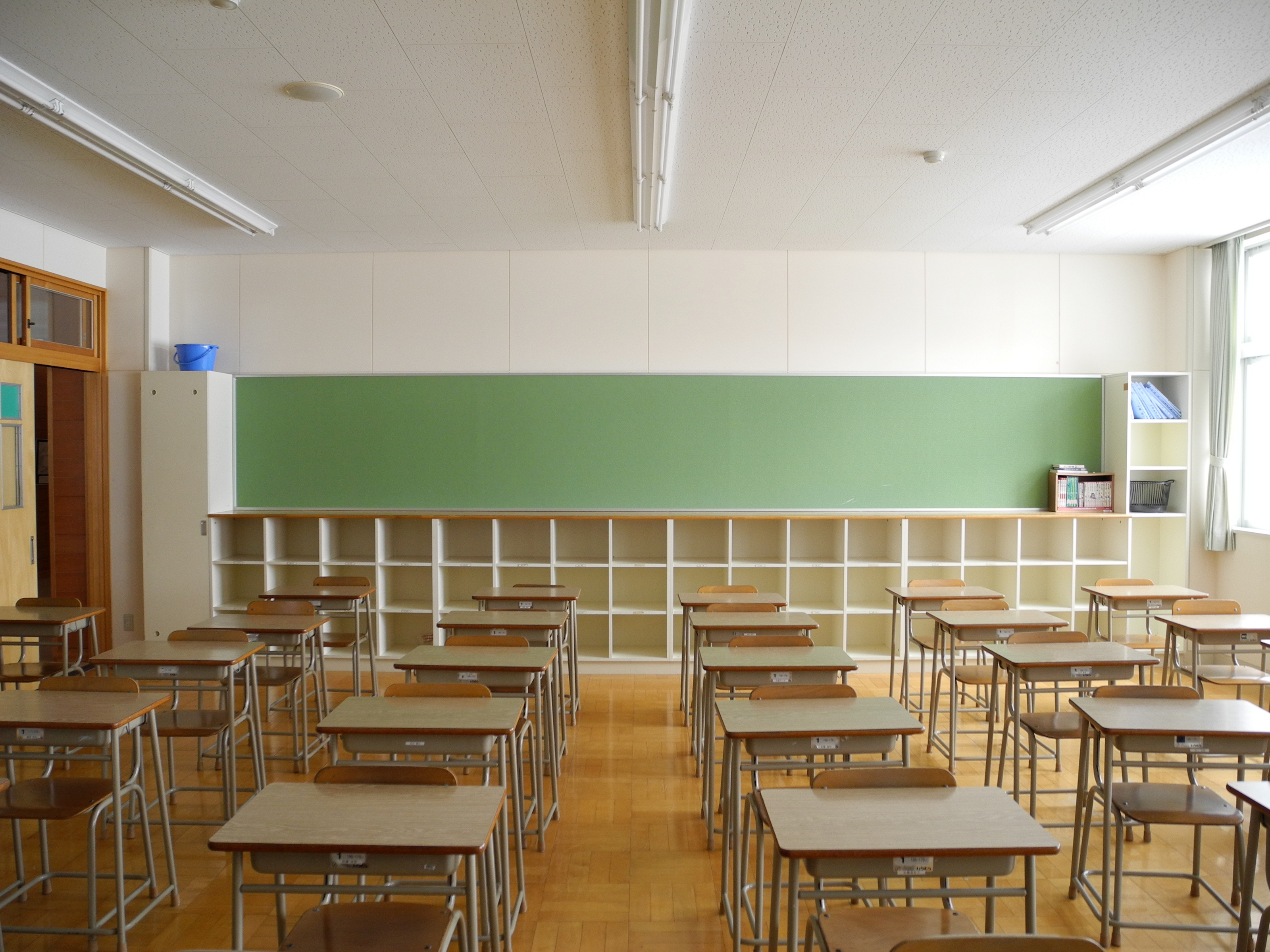
現代の学校用机

大学などの講義室や講堂では、数人が並んで座れる横幅の机に、固定式あるいは半固定式の椅子が取り付けられている物や、椅子に簡便な折り畳み式の机が付いている物が多い。

### 普通教室用机
1893年から文部省学校衛生主事の三島通良による身体検査の統計により、机や腰かけの構造、サイズについて検討が行われるようになった。翌年1894年には学齢別の規格サイズが決めらた。1897年には身長100cmから5cm刻みで150cmまで10段階の机と腰かけの寸法表を作成され、現在につながる基礎となった。
その後1952年には、学校用家具（普通教室用机・椅子）のJIS規格（旧JIS）が規定され、号数ごとのサイズが明示された。
1962年頃から、スチール製の机・椅子が開発され、需要が高まり急速に普及する。1975年頃から、机や椅子の高さを調節できる製品が発売される。今日でも流通するほど普及した。
1999年には現在使用されている、新JISと呼ばれる(JISS1021)規格に更新される。新JISでは机の奥行きを450mmか500mmと定めており、これまでの幅600mm、奥行き400mmの机が見直された。またこの規格は、1979年に第1版として発行された「ISO 5970」，1988年に第1版として発行された「ISO 7172」及ISO 7174-1」並びに1989年に第1版として発行された「ISO 7173」を基に作成された。現在でも、新JIS規格が採用されている。
規格
- JIS規格 -「JISS 1021」[4]

| 新JISの号数(1999年改正) | 新JISの号数(1999年改正) | （単位：mm） | （単位：mm） | 旧JISの号数(1952年規定) | 旧JISの号数(1952年規定) |
| ----------------------- | ----------------------- | ------------ | ------------ | ----------------------- | ----------------------- |
| 呼び名                  | 標準身長(mm)            | 机の高さ     | 座面の高さ   | 標準身長(mm)            | 呼び名                  |
| 6号                     | 1,800                   | 760          | 460          | 1,730以上               | 特号                    |
| 5.5号                   | 1,730                   | 730          | 440          | 1,790〜1,660            | 1号                     |
| 5号                     | 1,650                   | 700          | 420          | 1,720〜1,590            | 2号                     |
|                         |                         | 670          | 400          | 1,650〜1,520            | 3号                     |
| 4号                     | 1,500                   | 640          | 380          | 1,580〜1450             | 4号                     |
|                         |                         | 610          | 360          | 1,510〜1,380            | 5号                     |
| 3号                     | 1,350                   | 580          | 340          | 1,440〜1,310            | 6号                     |
|                         |                         | 550          | 320          | 1,370〜1,240            | 7号                     |
| 2号                     | 1,200                   | 520          | 300          | 1,300〜1,170            | 8号                     |
|                         |                         | 490          | 280          | 1,230〜1,100            | 9号                     |
| 1号                     | 1,050                   | 460          | 260          | 1,160〜1,030            | 10号                    |
|                         |                         | 430          | 240          | 1,090〜960              | 11号                    |
| 0号                     | 900                     | 400          | 220          |                         |                         |

主な製造メーカー
- コクヨ（製造:松屋電工[6]）- NFCシリーズ 他
- 第一工業[7] - SSデスク
- 三原機工[8] - GND型 他
- イチムラ[9] - A型 他
- ホウトク - WBF型、RX2型 他
- 東洋事務器工業[10] - スタディエース、ハイエース
- オカムラ - スカラーライト、スカラー
- 伊藤産業[11] - GMF型 他

## 机のつく言葉
- 机下（玉案下、案下、机右）：脇付の一つ。手紙の宛名に添えて用いる。通常は男性が用いる。
- デスクワーク：机に向かって行う仕事のことをデスクワークと呼ぶ。長時間、同じ姿勢でいることが多いために、肩こりや腰痛になりやすいとされている。
- 机上の空論：実際には不可能な意見。
- 明窓浄机（几）：整頓された書斎をいう。
- 机間巡視：教師が生徒の座席を見回ること。

## ギャラリー

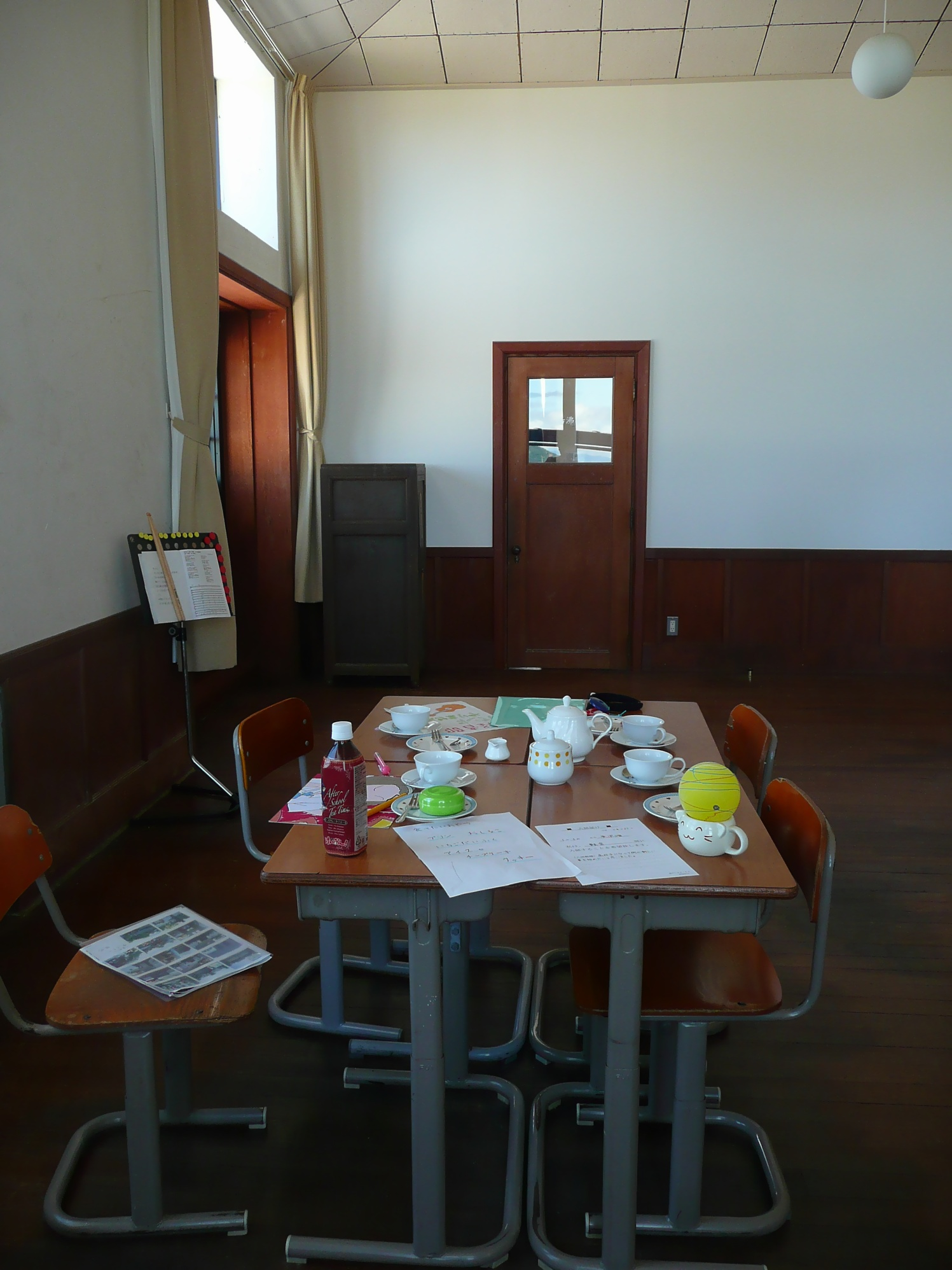
小学校の机
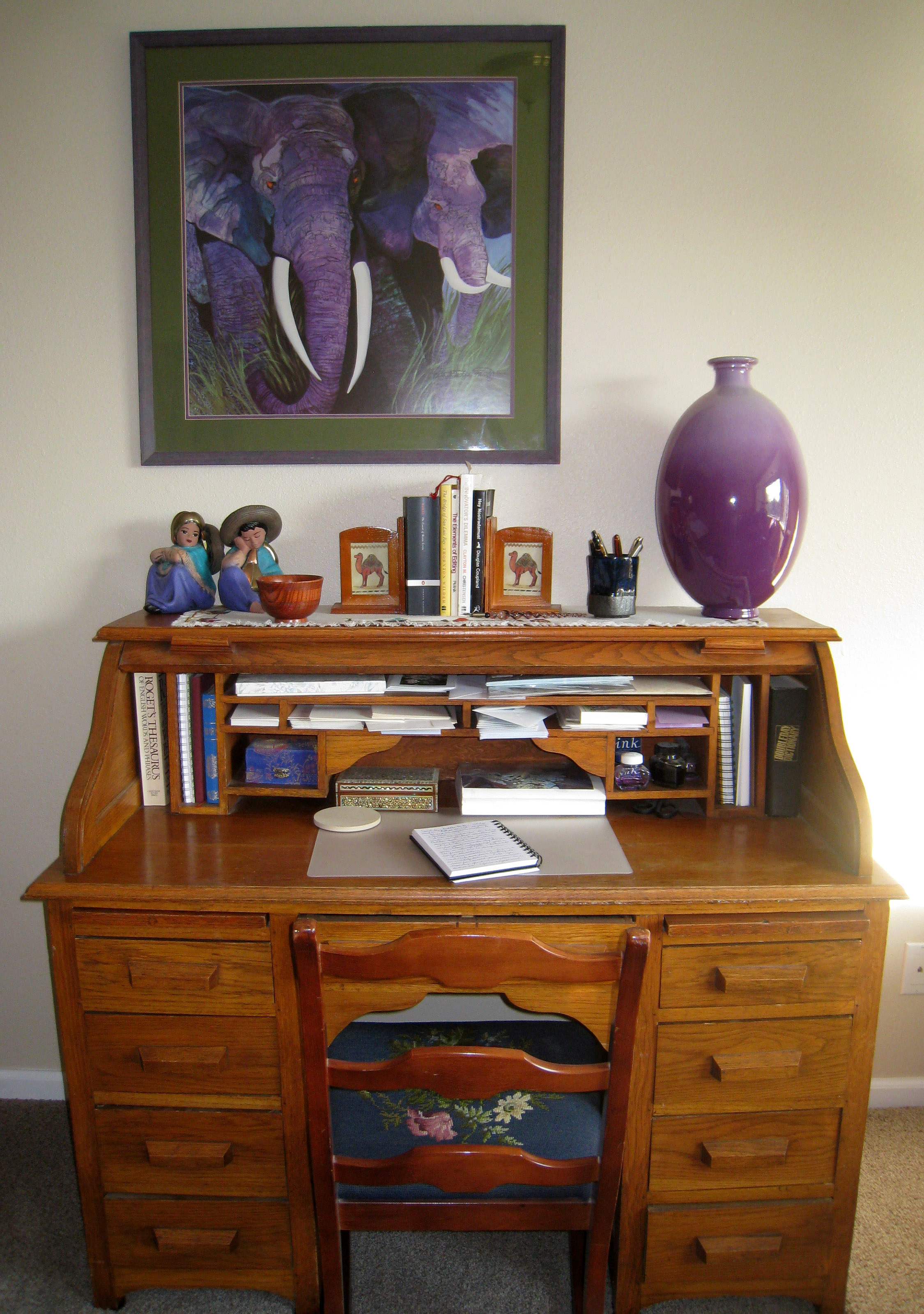
学習机の一種
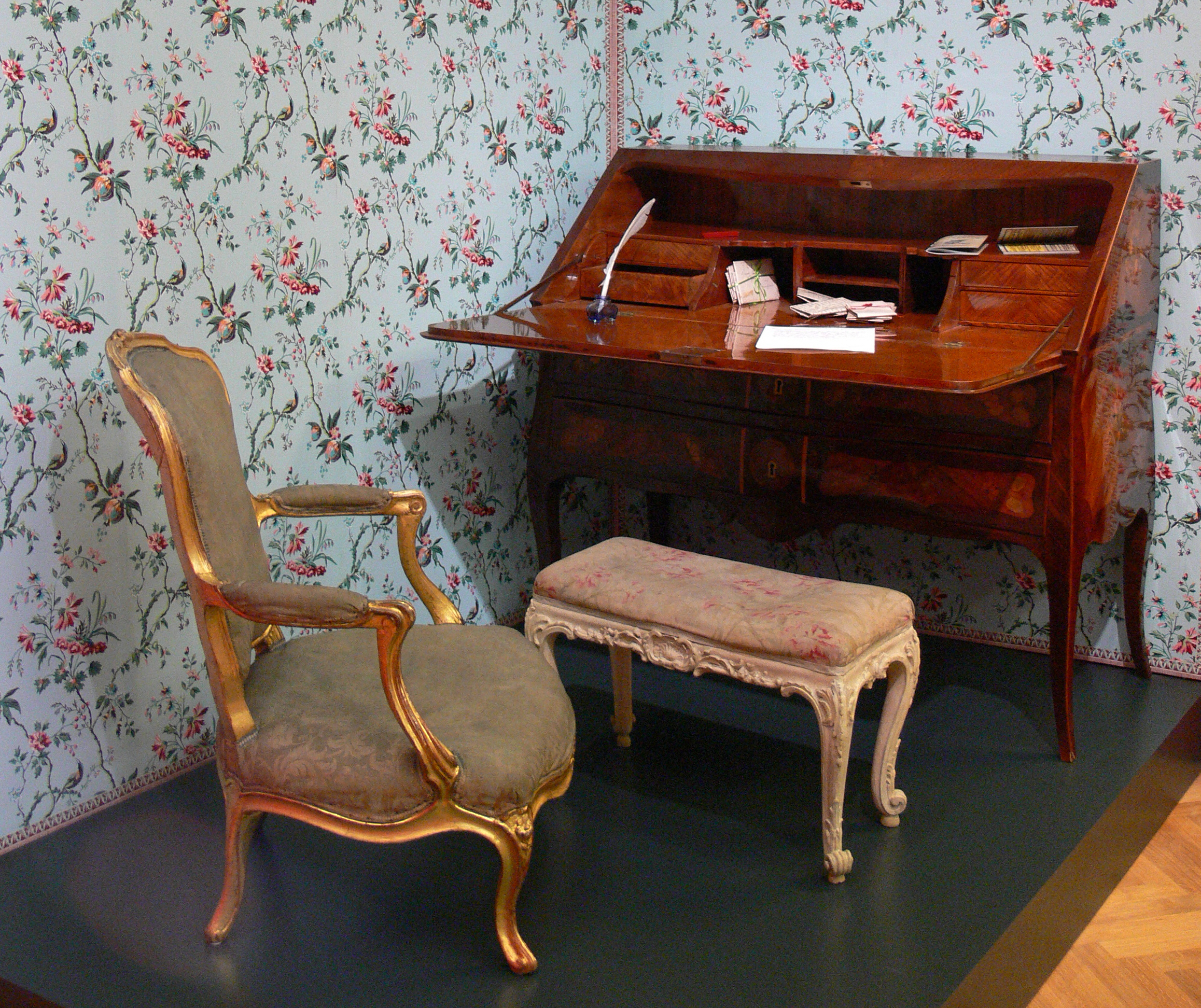
折りたたみ式
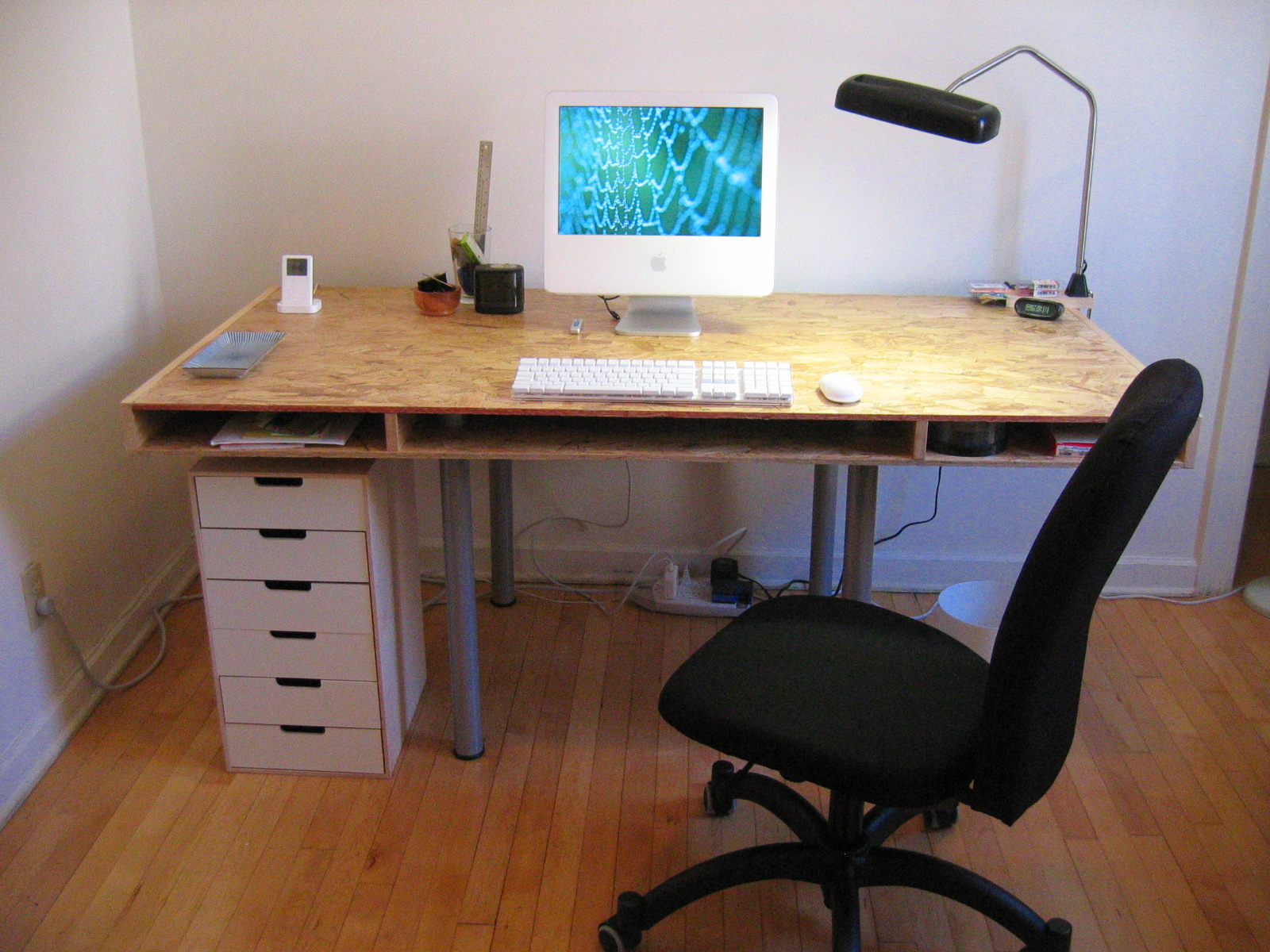
引き出しが移動可能
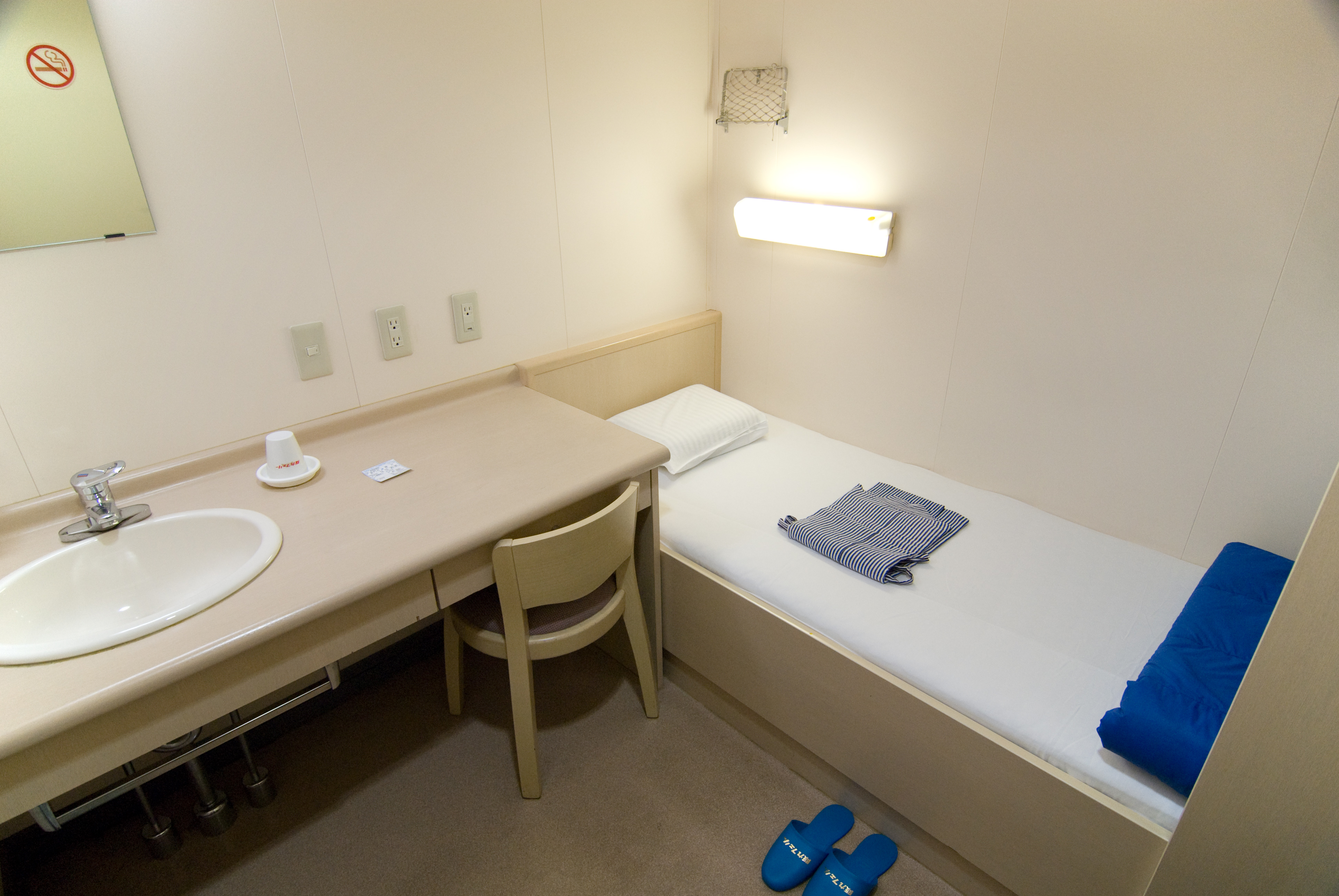
洗面と一体化（阪九フェリー）